# Seegras-Feilenfisch
Der Seegras- oder Tang-Feilenfisch (Acreichthys tomentosus) lebt im tropischen Indopazifik von der Küste Ostafrikas bis Fidschi, nördlich bis zu den Ryūkyū-Inseln und südlich bis New South Wales und Tonga.

## Merkmale
Er wird 10 bis 12 Zentimeter lang und hat eine relativ hohe, rhombische Körperform. Die Farbe ist grau oder bräunlich mit großen dunklen Flecken. Die Fische können ihre Farbe bei Bedarf ändern und die Flecken auch verschwinden lassen. Gestresste oder kranke Tiere werden grün. Der erste Rückenflossenstachel steht isoliert, ist stark vergrößert und gesägt. Männchen haben auf der Schwanzwurzel eine klettverschlussartige Zone drüsiger Hautanhänge, sowie eine Einbuchtung zwischen Bauch- und Afterflosse
Flossenformel: Dorsale 27–30, Anale 26–29

## Lebensweise
Seegras-Feilenfische leben vor allem in Seegraswiesen und zwischen Algenbeständen in der Nähe von Korallenriffen, aber auch in geschützten Lagunenriffen in Tiefen von einem bis 25 Metern. Normalerweise sind sie Einzelgänger, seltener leben sie paarweise. Sie ernähren sich unter anderem von Flohkrebsen, Vielborstern und Mollusken.

## Fortpflanzung
Durch eine 2008 beschriebene Erstzucht im Aquarium ist die Fortpflanzung des Seegras-Feilenfisches bekannt. Die Fische laichen auf offenem Sandboden, das Weibchen übernimmt die Brutpflege. Die Eier werden ständig mit den Brustflossen befächelt, um Frischwasser zuzuführen und Eindringlinge in das Brutterritorium, auch das Männchen, werden vertrieben. Die Larven schlüpfen schon nach drei Tagen und sind dann etwa 2,7 mm lang. Sie entwickeln sich sehr schnell. Ab dem 10. Tag beginnt die Metamorphose zum Jungfisch, nach 4 Monaten sind sie schon 4 cm lang.

## Aquaristik
Der Seegras-Feilenfisch wird wegen seiner für Meerwasseraquarianer angenehmen Eigenschaft, die als schädlich empfundenen Glasrosen und Feueranemonen zu fressen, als Aquarienfisch importiert. Die Bereitschaft, kleine Seeanemonen zu fressen, ist jedoch individuell verschieden und die Fische können auch Riesenmuscheln, Röhrenwürmer, großpolypige Steinkorallen oder bestimmte Weichkorallen fressen. Kleinpolypige Steinkorallen scheinen vor ihnen sicher zu sein.